# Царь Давид (фильм)
«Царь Давид» (англ. King David) — американский исторический кинофильм режиссёра Брюса Бересфорда, снятый в 1985 году по библейскому сюжету.

## Сюжет
XI век до н. э. Пророк Самуил обличает Саула в том, что царь недостаточно ревностно исполняет указания Бога Израиля. Саул пытается оправдываться, но пророк помазывает нового правителя Земли Обетованной — Давида, сына Иессея. Юноша сражает филистимского великана Голиафа и за несколько лет становится знаменитым полководцем, которому царь отдаёт в жёны свою дочь Мелхолу, а Ионафан становится его лучшим другом. Однако народная любовь к сыну Иессея вызывает у Саула ярость и стремление убить зятя. Давиду приходится бежать и даже стать слугой у филистимского царя Анхуса. Тем временем Саул и Ионафан отправляются на битву с врагами, но несмотря на доблесть воинов израильтяне терпят сокрушительное поражение.
Давид становится царём, однако его правление отнюдь не оказывается безоблачным. Сперва Мелхола отказывается признавать Давида мужа и высмеивает его за пляски при переносе ковчега, затем сын Амнон насилует свою сестру Фамарь, что вызывает месть со стороны Авессалома. Давид оказывается вынужден изгнать юношу. Однажды царь видит прекрасную женщину Вирсавию, которая является женой одного из его офицеров Урии. После гибели того на войне, Давид женится на вдове, однако пророк Нафан обличает царя в том, что он подстроил смерть своего солдата. Кульминацией невзгод правителя является восстание против отца Авессалома.

## В ролях
- Ричард Гир — Давид
- Эдвард Вудвард — Саул
- Элис Криге — Вирсавия
- Денис Куилли — Самуил
- Ниалл Багги — Нафан
- Шери Лунги — Мелхола
- Херд Хэтфилд — Ахимелех
- Джек Клэфф — Ионафан
- Джон Касл — Авенир
- Тим Вудворд — Иоав
- Давид де Кейзер — Ахитофел
- Йен Сирс — Давид в юности
- Саймон Даттон — Елиав
- Жан-Марк Барр — Авессалом
- Артур Уайброу — Иессей
- Кристофер Малкольм — Доик
- Валентин Пелка — Шамма
- Нэд Вуковик — Мелхисуй
- Майкл Мюллер — Аминадав
- Джеймс Кумбз — Амнон
- Марк Дрюри — Иевосфей
- Джон Гэбриел — Иосафат
- Джина Беллман — Фамарь
- Джеймс Листер — Урия
- Джейсон Картер — Соломон
- Дженни Липман — Авигея
- Марино Мазе — Агаг
- Джордж Истмен — Голиаф
- Роберто Ренна — Забад
- Томас Миллиан — Анхус
- Марино Мазе — Агаг

## Критика
- Критики отрицательно отнеслись к постановке. Винсент Кэнби в рецензии в «Нью-Йорк Таймс» прямо написал: «Это нехороший фильм» (англ. is not a good film)[1]
- В 1986 году фильм номинировался на антипремию «Золотая малина» в категории «Худший актёр» (Ричард Гир)[2].